# Partei der Vernunft
Die Partei der Vernunft (Kurzbezeichnung: PDV) ist eine libertäre Kleinpartei in Deutschland. Sie orientiert sich wirtschaftspolitisch an der Lehre der unter anderem von Ludwig von Mises mitbegründeten Österreichischen Schule der Nationalökonomie. Die 2009 gegründete Partei fordert, staatliches Handeln auf den Schutz des Lebens, der Freiheit und des Eigentums der Menschen zu beschränken, und stellt sich dabei deutlich gegen jedwede Form von staatlichem Interventionismus. Sie steht darüber hinaus dem Sozialstaat ablehnend gegenüber und fordert einen Minimalstaat, der durch Dezentralität, Subsidiarität und direkte Demokratie bestimmt wird.

## Geschichte
Die Gründung der Partei resultiert aus der Reaktion auf eine regelmäßige Kolumne Oliver Janichs in Focus Money, in welcher er 2008 – verärgert über die mögliche Einführung einer CO2-Steuer – versprach, eine „Partei der Vernunft“ zu gründen, wenn sich mindestens 100 Leser melden würden.
Die Gründungsversammlung fand am 30. Mai 2009 im Hambacher Schloss statt.
Der erste gewählte Bundesvorstand setzte sich aus folgenden Gründungsmitgliedern zusammen: Oliver Janich (Vorsitzender bis 17. April 2013), Frank Lowas und Dieter Ber (Stellvertreter), Gerhard Breunig (Generalsekretär), Johannes Roßmanith (Geschäftsführer) und den einfachen Mitgliedern Hans Kolpak, Siegfried Panzer, Jörg Brechlin, Frank Albrecht.
Am 28. August 2013 unterzeichneten Parteien aus vier europäischen Ländern im niederländischen Utrecht eine Erklärung zur Gründung einer libertären Europapartei unter dem Namen European Party for Individual Liberty (EPIL). Zu den Gründungsmitgliedern der EPIL gehörten neben der PDV die Parti Libéral Démocrate (Frankreich), die Partido de la Libertad Individual (Spanien) sowie die Libertaire Partij (Niederlande).

### Wahlteilnahmen
Die erste Wahlteilnahme der PDV fand bei den Kommunalwahlen in Niedersachsen 2011 statt. Bei diesen gewann die PDV jeweils ein Mandat im Gemeinderat Flecken Harsefeld, im Samtgemeinderat Harsefeld und im Stadtrat Bremervörde. Bei den Kommunalwahlen in Niedersachsen 2016 trat die Partei nicht mehr an.
Die Partei nahm zur Landtagswahl in Nordrhein-Westfalen 2012 erstmals auf Landesebene an Wahlen teil. Dabei erhielt sie 6356 Zweitstimmen (0,1 % der gültigen Stimmen), womit sie den niedrigsten Stimmenanteil unter den 17 mit Listen angetretenen Parteien erreichte.
Bei der Bundestagswahl 2013, an der die PDV in nur vier Bundesländern teilnahm, erhielt sie 24.719 Stimmen (0,1 %). Bei der Bundestagswahl 2017 trat die Partei nur mit einer Landesliste im Saarland an. Mit 532 Stimmen (0,0 %) war ihr Ergebnis das niedrigste aller Parteien.
An der Europawahl nahm die PdV 2024 mit dem Parteivorsitzenden Dirk Hesse Spitzenkandidat erstmals teil und war dadurch zum ersten Mal in allen Teilen Deutschlands wählbar. Sie erhielt 0,1 % der Stimmen.

### Mandate durch Parteiübertritte
Harald Ebert, der im September 2011 aus Verärgerung über den Euro-Rettungsschirm aus der FDP austrat und seitdem als Parteiloser im Planungs- und Umweltausschuss des Stadtrats von Erding saß, ist seit 2012 Finanzvorstand des Landesverbands Bayern der PDV. Das Mandat verlor er bei den Kommunalwahlen in Bayern 2014.
Im Dezember 2013 trat Wolf-Dieter Schwidop der PDV bei, der seit 2009 den einzigen FDP-Sitz im Stadtrat von Pegau innehatte. Er war bereits 2012 aus der FDP ausgetreten.
Der Harsewinkeler Dirk Hesse trat im Januar 2014 in die PDV ein und schied nach der Kreistagswahl am 25. Mai 2014 aus dem Kreistag aus.

### Austritt des Bundesvorstands
Am 9. November 2014 traten acht von neun Mitgliedern des amtierenden Bundesvorstandes zurück und aus der Partei aus. In einem Schreiben an die Parteimitglieder wird der Rücktritt mit dem mangelnden Erfolg bei Wahlen und dem Verhalten der innerparteilichen Kritiker begründet; dabei sprach man von einem „überaus peinliche[n] Ergebnis zur Europawahl“ sowie von „Zänkereien und Intrigenspielchen“.

## Parteiprogramm
Die PDV beschloss ihr Grundsatzprogramm auf dem Bundesparteitag am 17. Juni 2012. Sie lehnt darin totalitäre und diktatorische Bestrebungen jeglicher Art strikt ab und strebt den Auf- und Ausbau des demokratischen Rechtsstaates und eine vom „freien Geist“ getragene Gesellschaftsordnung an. Das Recht auf individuelle Freiheit, der Schutz des Eigentums und das Recht auf ein selbstbestimmtes Leben werden als unantastbar definiert. Nach Ansicht der Partei dürfen diese ausschließlich dann eingeschränkt werden, wenn Dritten Schaden entstehen würde. Dies bezieht sich auch auf Eingriffe durch staatliche oder andere Institutionen.
Grundsätzliche Parteiziele werden gemäß Bundessatzung bei jeglicher Form der politischen Zusammenarbeit als unabweichliche Basis betrachtet.

### Rechtsstaat und direkte Demokratie
Die PDV fordert die Verankerung der Beschränkung staatlichen Handelns auf den Schutz des Lebens, der Freiheit und des Eigentums der Bürger und der direkten Demokratie mittels einer nach Art. 146 Grundgesetz (GG) vorgesehenen Volksabstimmung über eine Verfassung. Eine Einschränkung individueller Freiheits- und Bürgerrechte wird abgelehnt.
Zur Stärkung der individuellen Mit- und Selbstbestimmung setzt die Partei neben einer Förderung direkter Demokratie auf eine Konzentration der politischen Arbeit auf die untere Ebene. Wahlgeräte werden aufgrund der Gefahr von Wahlmanipulationen abgelehnt. Durch kommunale Selbstverwaltung soll die nach Ansicht der Partei höchstmögliche Form der Transparenz bei politischen Entscheidungsprozessen und eine nach den Bedürfnissen vor Ort ausgerichtete Investitionspolitik gewährleistet werden. Staatliche Aufgaben sollen erst dann in die Zuständigkeit der nächsthöheren Gemeinschaftsebene fallen, wenn die zuständige Ebene dies in freier Entscheidung für sinnvoll erachtet, jedoch müssen diese auf Wunsch der abgebenden Gemeinschaft wieder zurück übertragen werden. Eine Machtzentralisierung auf oberen politischen Ebenen wird insgesamt kritisch gesehen, was sich in einer insgesamt skeptischen Haltung gegenüber der EU und gegenüber globalen Institutionen widerspiegelt (siehe hierzu auch unter Europapolitik).
Die Anzahl der aus Steuermitteln alimentierten Berufspolitiker soll auf ein Minimum beschränkt werden und Abgeordnete ehrenamtlich gegen entsprechende Aufwandsentschädigungen handeln. Durch Begrenzung von Sitzungen des Bundestags, des Bundesrats und der Länderparlamente im Rahmen der Gesetzgebungen auf bestimmte Termine soll eine Reduzierung von Gesetzen, Rechtsverordnungen, Ausführungsbestimmungen und Verwaltungsvorschriften erreicht werden. Als Anlehnungsbeispiel wird das Modell der Schweiz genannt.
Die Forderung nach einer Abschaffung der justizministeriellen Weisungsbefugnis gegenüber der Staatsanwaltschaft lehnt sich an die des Deutschen Richterbundes an. Gerichtsverhandlungen sollen grundsätzlich wörtlich protokolliert werden müssen. Eine Chancengleichheit zwischen privaten Gerichtsanbietern und Zivilgerichten will die PDV dadurch erreichen, dass sich auch letztere durch Gebühren selbst finanzieren müssen. Eine Subventionierung staatlicher Zivilgerichte aus Steuermitteln soll gänzlich entfallen.

### Wirtschafts- und Finanzpolitik
Volkswirtschaftlich bezieht sich die Partei in ihrem Programm auf die Lehre der Österreichischen Schule. Sie fordert freie Märkte und absolute Vertragsfreiheit und ist der Auffassung, dass jeder Eingriff in die Märkte unsoziale Folgen hätte. Gemäß der Lehre Friedrich August von Hayeks fordert sie außerdem eine freie Wahl des Zahlungsmittels. Das staatliche Geldmonopol soll abgeschafft werden, da dadurch ungedecktes Giralgeld ausschließlich durch Aufnahme von Schulden geschaffen werde. Die Ausweitung der Geldmenge führe zu Inflation und Kaufkraftverlust, habe die Enteignung von Sparern, die Verarmung der breiten Bevölkerung, Verwerfungen und Exzesse auf den Finanzmärkten, Depressionen, Fehlinvestitionen und einen gesteigerten militärischen Interventionismus zur Folge. Die Partei geht davon aus, dass sich im entstehenden Währungswettbewerb eine an Sachwerte gebundene Währung durchsetzen werde.
Die Steuer- und Abgabenhoheit soll den Kommunen übertragen werden, zur Erfüllung der hoheitlichen Bundesaufgaben erhält der Bund von diesen die erforderliche Kostenerstattung in Höhe von maximal 5 %. Ein freiwilliger Zusammenschluss von Kommunen soll dabei möglich sein. Direkte Steuern, darunter zum Beispiel Einkommens-, Gewerbe-, Körperschaft- und Abgeltungsteuer, werden im Programm ebenso wie Subventionen abgelehnt. Nach Meinung der PDV soll sich der Staat auf Ausgaben für innere und äußere Sicherheit beschränken, was die Ausgaben massiv verringern soll. Über indirekte Steuern soll auf Kommunalebene entschieden werden, genau wie über deren Verwendung bzw. Weiterleitung auf die nächsthöhere Ebene. Angestrebt wird ein Einheitssteuersatz von 10 %. Laut Parteiprogramm wird nur eine Koalition eingegangen, wenn dadurch das progressive Steuersystem durch eine Flat Tax mit „großzügigem Freibetrag“ und einem Steuersatz von nicht mehr als 25 % ersetzt wird.

### Europapolitik

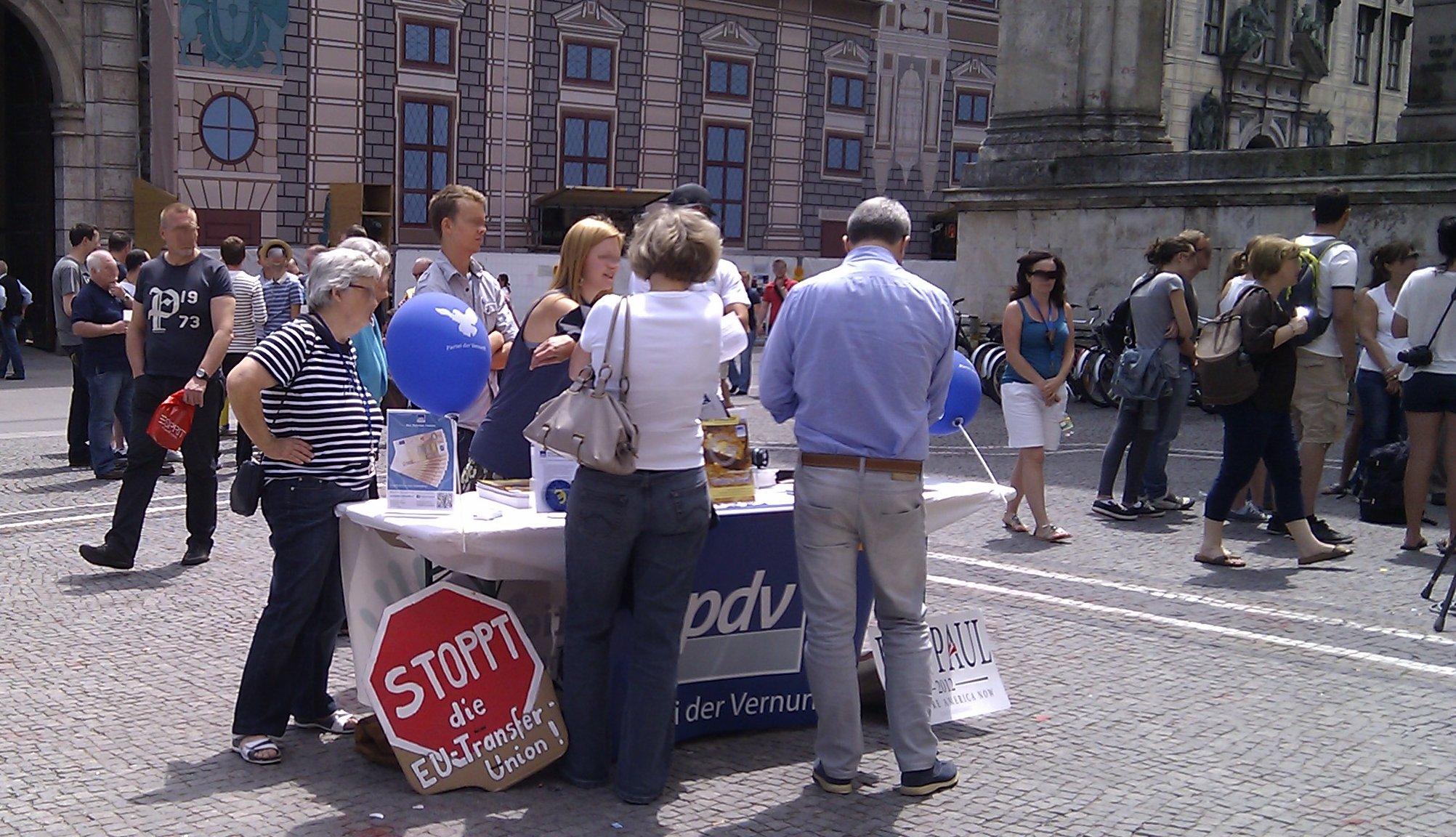
Informationsstand bei der Demonstration „Gegen den ESM – Für Demokratie in Europa“ (München 2012)

Die Partei bekennt sich ausdrücklich zu Europa, dem Erhalt seiner kulturellen Vielfalt und den aus der gemeinsamen Geschichte hervorgegangenen Grundwerten, betrachtet die Europäische Union (EU) als supranationale Organisation aber als „überflüssig“. Sie wirft dieser in ihrem Parteiprogramm „Regulierungswut“ und „monetäre Planwirtschaft“ vor, was zu Spannungen innerhalb Europas führe und ein friedliches Miteinander gefährde. Die Partei will die EU daher auf eine Freihandelszone beschränken. Zudem wird die fehlende Bürgernähe der EU-Politik beanstandet. Die Währung Euro wird ebenfalls abgelehnt und die Haftung für die Schulden anderer Euroländer als „unmoralisch“ bezeichnet. Begleitend zu den Occupy-Germany-Protesten rief die PDV zusammen mit der Wählergruppe Freie Wähler Hessen im September 2011 mit den kritischen Slogans „Raus aus dem Euro“ und „Nein zur Schuldenunion“ zu Protesten auf.
Die PDV teilt die Ansichten des FDP-Politikers Frank Schäffler, der den Ausbau der Europäischen Finanzstabilisierungsfazilität als „kollektiven Rechtsbruch“ bezeichnet hat, und lehnt diesen ab.
Auch die Auflösung der seit 2006 bestehenden Europäischen Gendarmerietruppe wird gefordert.

### Arbeitspolitik
Zwangsmitgliedschaften in Organisationen wie zum Beispiel Industrie- und Handelskammer oder Berufsgenossenschaften lehnt die Partei ab. Des Weiteren werden Mindestlöhne abgelehnt.

### Sicherheitspolitik
Die Gewährung von innerer und äußerer Sicherheit – verstanden als der Schutz von Leben, Freiheit und Eigentum der einzelnen Staatsbürger – gehört nach Ansicht der PDV zu den Kernaufgaben des Staates, auf welche dieser zu beschränken sei.
Instrumente eines Überwachungsstaates werden ebenso wie die Einschränkung individueller Freiheits- und Bürgerrechte grundsätzlich abgelehnt, die Notwendigkeit des Schutzes der Privatsphäre und persönlicher Daten dabei ausdrücklich betont. Ausnahmen sollen nur mit Gerichtsbeschluss bei unmittelbarer Gefahr für Leib und Leben zulässig sein. Anti-Terror-Gesetze sollen abgeschafft werden. Hier wird die Möglichkeit des staatlichen Missbrauchs für eine pauschale Kriminalisierung der gesamten Bevölkerung gesehen. Bei Anschlägen besteht die Partei auf eine unabhängige gerichtliche Untersuchung zur Identifikation der Täter. Die Partei beteiligte sich an Aktionen des Bündnisses Freiheit statt Angst.
Außenpolitisch strebt die Partei eine friedliche Verständigung mit allen Völkern an, die von Achtung und Respekt vor der Selbstbestimmung und der Kultur anderer Nationen geprägt sein soll. Im Programm wird darauf verwiesen, dass nach Art. 26 Abs. 1 GG bereits Handlungen verfassungswidrig und unter Strafe zu stellen sind, die geeignet sind und in der Absicht vorgenommen werden, das friedliche Zusammenleben der Völker zu stören, insbesondere die Führung eines Angriffskrieges vorzubereiten. Daher wird ein verfassungsrechtlich verankertes Beteiligungsverbot deutscher Streitkräfte an Angriffskriegen gefordert. Die Bundeswehr soll wieder zu einer ausschließlichen Verteidigungsarmee werden. Die Zuständigkeit für humanitäre Out-of-Area-Einsätze wird zivilen Hilfsorganisationen zugeordnet.

### Bildungspolitik
Am bestehenden staatlichen Bildungsmonopol wird der politische Einfluss beanstandet, eine Überarbeitung von Lehrinhalten, Lernmethoden und Schulmodellen als zwingend notwendig gesehen. Eine Qualitätssteigerung des Bildungsangebots bei gleichzeitiger Kostensenkung soll durch marktwirtschaftlichen Wettbewerb erzielt werden. Nach Ansicht der PDV soll in der Schule der Lehre des Umgangs mit Informationen wesentliche Bedeutung zukommen, da sich im Zeitalter des Internets jeder schnell selbst informieren könne.
Bedürftige Familien sollen Bildungsgutscheine erhalten, die sie bei einem selbst getragenen Schulanbieter ihrer persönlichen Wahl einlösen können. Die Entscheidungskompetenz über Bildungskredite oder Stipendien sowie mögliche Gebührenerstattungen bei guten Leistungen soll den Kommunen übertragen werden.
Außerdem plädiert die Partei dafür, die Schulpflicht in Deutschland durch eine Bildungspflicht zu ersetzen.

### Informations- und Medienpolitik
Medienpolitisch kommt der Forderung nach einer Sicherung und tatsächlichen Umsetzung des Grundrechts auf Meinungs-, Informations- und Pressefreiheit und der Ablehnung von Zensurmaßnahmen eine zentrale Bedeutung zu. Mit der Formulierung der Forderung auf eine „Wiederherstellung des Rechts auf informationelle Selbstbestimmung“ wird deutlich, dass ein solches nach Ansicht der PDV bereits nicht mehr uneingeschränkt gegeben ist.
Rundfunkgebühren sollen nach Meinung der Partei ausschließlich von tatsächlichen Nutzern nach dem Prinzip des Bezahlfernsehens erhoben werden.
Die vom Parteimitglied Patrick Samborski initiierte Petition gegen den Rundfunkbeitrag erzielte 132.706 Unterschriften.

### Familienpolitik
Im Programm der Partei wird die Zuständigkeit für die Erziehung der Kinder bei den Eltern und nicht als staatliche Aufgabe dargestellt. Sie folgert dies aus Art. 6 GG (Schutz von Ehe und Familie), in dem Pflege und Erziehung als natürliches Recht und als Pflicht der Eltern definiert ist.
Staatliche Eingriffe werden von der PDV als Tabu bewertet. Auch die Vereinbarkeit von Privatleben und Beruf sowie die Organisation der Kinderbetreuung wird alleinig in der Zuständigkeit der Eltern gesehen. Vorausgesetzt wird hierzu allerdings die von der Partei angestrebte Reform des Geld- und Finanzsystems und massive Steuerreduzierung, wonach den Familien hierfür mehr Nettoeinkommen zur Verfügung stehen soll.

### Gesundheits- und Sozialpolitik
Einhergehend mit der angestrebten Reformierung des Abgaben- und Steuersystems soll auch das Gesundheits- und Sozialsystem reformiert werden.
Auch hier konzentriert sich die Partei auf die Selbstbestimmung und -verantwortung des Einzelnen. Jeder muss selbst Art, Dauer und Umfang seiner Erwerbstätigkeit so festlegen, um seinen Lebensunterhalt bestreiten und Vorsorgemaßnahmen treffen zu können. In der Eintreibung und Umverteilung von Steuergeldern sieht die Partei eine willkürliche Umlegung, die immense Bürokratiekosten mit sich bringt. Laufende Versorgungs- und Auszahlungsansprüche gegenüber heutigen Sozialträgern sollen unberührt bleiben und in einem Übergangsmodell geregelt werden.
Für die persönliche Altersvorsorge wie auch für die Absicherung gegen Krankheitsrisiken oder gegen Arbeitslosigkeit sollen Erwachsene zukünftig selbst aus Angeboten privater oder kommunaler Anbieter wählen, wobei der Versicherungszwang entfallen soll. Für die Absicherung von Kindern gegen die großen Lebensrisiken wie chronische Krankheiten, Behinderungen, Unfälle und Arbeitsunfähigkeit sieht die Partei die Versicherungspflicht bei den Eltern. Bei Bedürftigkeit soll nach Ansicht der PDV wieder die persönliche Unterstützung, das humanitäre Miteinander und die Nächstenliebe vorrangig greifen, eine Sicherstellung der Versicherung durch die Kommunen soll gegebenenfalls möglich sein. So sollen die Kommunen auch Unterbringung und Verpflegung von Waisenkindern und Obdachlosen mittels indirekter Steuern finanzieren. Die Kosten hierfür beziffert die PDV mit einem Mehrwertsteuersatz von weniger als 0,2 %.
Heilmethoden sowie Medikamente sollen vom Patienten frei wählbar sein. In der im Arzneimittelgesetz geregelten Zulassungspflicht für Medikamente wird eine Bevorteilung finanzkräftiger Großkonzerne der Pharmaindustrie gesehen. Es soll durch ein Zertifizierungsverfahren ersetzt werden, an dem Hersteller freiwillig teilnehmen können. Die Hersteller sollen uneingeschränkt für ihre Produkte haften. Ferner wird für Ärzte und Apotheker eine Niederlassungsfreiheit angestrebt.

### Umweltpolitik
Eine nachhaltige Umweltpolitik sieht die PDV nur dann gewährleistet, wenn Eigentumsrechte strikt beachtet und Umweltdelikte streng und voll umfänglich nach dem Verursacherprinzip geahndet werden. Ein sorgsamer Umgang mit knappen Energieressourcen wird in den Vordergrund gestellt. Staatliche Eingriffe sind hierfür nach Ansicht der PDV nicht notwendig, da nach eigener Ansicht die Kosten für knappe Ressourcen nach Streichung von Subventionen eine erhebliche Preissteigerung erfahren würden. Die Subventionierung einer bestimmten Art der Energieerzeugung wird daher abgelehnt, Energieunternehmen sollen ebenfalls vollumfänglich und unbegrenzt für betriebsbedingte Risiken haften. Die PDV lehnt zudem die Patentierung von Genen und Lebewesen wie beispielsweise Pflanzen oder Saatgut ab. Für Nahrungsmittel und Saatgut verlangt sie analog zu Medikamenten auch hier die uneingeschränkte Produkthaftung der Hersteller.
Einen zentralen Stellenwert im umweltpolitischen Programmteil nimmt ihre Klimawandelleugnung ein. Die PDV weist den wissenschaftlichen Konsens über die Auswirkungen von anthropogenem CO2 in Zusammenhang mit dem Treibhauseffekt sowie dem damit verbundenen Klimawandel zurück. Sie beruft sich hier auf die Oregon-Petition gegen das Kyoto-Protokoll, die Meinung der Klimawandelleugnerorganisation Nongovernmental International Panel on Climate Change (NIPCC) bzw. „zahlreiche Nobelpreisträger der Naturwissenschaften, die der offiziellen Klimatheorie widersprechen“, von denen sich allerdings keiner näher mit dem Klima beschäftigt hat. Die Partei glaubt, der vom Menschen beeinflusste CO2-Anteil sei in der Luft kaum messbar und stelle nur einen geringfügigen Anteil des Gases in der Atmosphäre dar. Die Partei fordert „bis zur Erbringung eines wissenschaftlichen Beweises, dass durch den Menschen verursachtes CO2 negative Auswirkungen auf unsere Umwelt hat“, die Einstellung bereits angelaufener Programme und jeglicher weiterer Subventionierung. Insbesondere verweist die Partei auf die laut NIPCC schädlichen Auswirkungen von Klimaprojekten in Entwicklungsländern sowie auf Aussagen von nicht näher benannten Menschenrechtlern, dass vorwiegend Kinder unter den „Klimarettungsmaßnahmen“ litten. Auch werde der „Wohlstand in den entwickelten Ländern durch Deindustrialisierung vernichtet“, was zur Verarmung großer Bevölkerungsteile führe.

## Organisationsstruktur
Die Partei der Vernunft untergliedert sich in 13 Landesverbände.
Der amtierende Bundesvorstand der PDV wurde auf dem Bundesparteitag vom 25. und 26. Juni 2022 gewählt.
| Vorsitzender | Stellvertretende Vorsitzende | Bundesgeschäftsführer | Bundesgeneralsekretär | Schatzmeister  | Beisitzer                    | Wahl                                |
| ------------ | ---------------------------- | --------------------- | --------------------- | -------------- | ---------------------------- | ----------------------------------- |
| Dirk Hesse   | Thomas Flach, Rudolf Mayer   | Jens Alter            | Florian Schulte       | Martin Vosbeck | Irakli Betchvaia Maria Zanke | 25. und 26. Juni 2022 November 2024 |

### Funktionäre
- Friedrich Dominicus war von 2015 bis 2022 Bundesvorsitzender der PdV.[31]
- Norbert Geng war vom 23. Juni 2013 bis zum 3. November 2013 Bundesvorsitzender der PdV.
- Rainer Hoffmann war von 2014 bis 2015 Bundesvorsitzender der PdV, sowie stellvertretender Vorsitzender des Landesverbandes Rheinland-Pfalz der Partei.
- Susanne Kablitz war vom 3. November 2013 bis zum 9. November 2014 Bundesvorsitzende der PDV